# Französische Fußballnationalmannschaft (U-17-Junioren)
Die französische U-17-Fußballnationalmannschaft ist eine Auswahlmannschaft französischer Fußballspieler. Sie untersteht dem Französischen Fußballverband und repräsentiert diesen auf der U-17-Ebene in Freundschaftsspielen gegen die Auswahlmannschaften anderer nationaler Verbände, aber auch bei den Europameisterschaften des Kontinentalverbandes UEFA. Spielberechtigt sind Spieler, die ihr 17. Lebensjahr noch nicht vollendet haben und die französische Staatsangehörigkeit besitzen. Bei Turnieren ist das Alter beim ersten Qualifikationsspiel maßgeblich.
Die Mannschaft wurde 2004 und 2015 U-17-Europameister.

## Trainerhistorie
(Auswahl)
- 1987: Jean-Pierre Morlans
- 1988–2002: Jean-François Jodar
- 2003–2004: Philippe Bergeroo
- 2006–2008: François Blaquart
- 2007–2008: Francis Smerecki
- 2009–2010: Guy Ferrier
- 2010–2011: Patrick Gonfalone
- 2011–2012: Jean-Claude Giuntini
- 2012–2013: Patrick Gonfalone
- 2013–2014: Laurent Guyot
- 2024–2025: Jean-Claude Giuntini
- 2015–2016: Bernard Diomède
- 2017–2018: Lionel Rouxel
- 2020–2021: Patrick Gonfalone
- 2018–2019: Jean-Claude Giuntini
- 2019–2020: José Alcocer
- 2020–2021: Lionel Rouxel
- 2021–2022: José Alcocer
- seit 2022: Jean-Luc Vannuchi